# Polisportiva Filottrano Pallavolo 2019-2020
Questa voce raccoglie le informazioni riguardanti la Polisportiva Filottrano Pallavolo nelle competizioni ufficiali della stagione 2019-2020.

## Stagione
La stagione 2019-20 è per la Polisportiva Filottrano Pallavolo, con la denominazione sponsorizzata di Lardini Filottrano, la terza consecutiva in Serie A1. Viene confermato l'allenatore Filippo Schiavo, mentre la rosa è completamente stravolta, con l'unica conferma di Laura Partenio: tra i nuovi acquisti quelli di Veronica Bisconti, Anna Nicoletti e Athīna Papafōtiou e tra le cessioni quelle di Bernarda Brčić, Anthī Vasilantōnakī e Ilaria Garzaro.
Il campionato inizia con tre sconfitte consecutive, mentre la prima vittoria arriva alla quarta giornata in casa della Wealth Planet Perugia: segue quindi un periodo di risultati altalenanti che portano il club di Filottrano all'undicesimo posto in classifica, non utile per qualificarsi alla Coppa Italia. Nel girone di ritorno, il club marchigiano, nelle prime sei giornate, conquista un solo successo, alla diciassettesima giornata, contro la squadra di Perugia; successivamente il campionato viene prima sospeso e poi definitivamente interrotto a causa del diffondersi in Italia della pandemia di COVID-19: al momento dell'interruzione la squadra stazionava al dodicesimo posto in classifica.

## Organigramma societario
Area direttiva
- Presidente: Renzo Gobbi

Area tecnica
- Allenatore: Filippo Schiavo
- Allenatore in seconda: Paolo De Persio

## Rosa
| N° | Nome              | Ruolo | Data di nascita   | Nazionalità sportiva |
| -- | ----------------- | ----- | ----------------- | -------------------- |
| 2  | Eva Pogačar       | P     | 14 luglio 2000    | Slovenia             |
| 4  | Laura Partenio    | S     | 29 dicembre 1991  | Italia               |
| 6  | Sara Sopranzetti  | L     | 17 marzo 2001     | Italia               |
| 7  | Nia Grant         | C     | 8 maggio 1993     | Stati Uniti          |
| 10 | Giulia Angelina   | S     | 26 febbraio 1997  | Italia               |
| 11 | Giulia Mancini    | C     | 23 maggio 1998    | Italia               |
| 12 | Athīna Papafōtiou | P     | 23 agosto 1989    | Grecia               |
| 15 | İrem Çor          | P     | 25 marzo 1996     | Turchia              |
| 16 | Anna Nicoletti    | O     | 3 gennaio 1996    | Italia               |
| 17 | Dominika Sobolska | C     | 3 dicembre 1991   | Belgio               |
| 18 | Veronica Bisconti | L     | 27 gennaio 1991   | Italia               |
| 20 | Martina Pirro     | S     | 7 febbraio 1999   | Italia               |
| 23 | Marika Bianchini  | S/O   | 23 aprile 1993    | Italia               |
| 46 | Gaia Moretto      | C     | 18 settembre 1994 | Italia               |

## Mercato
| Acquisti | Acquisti          | Acquisti          | Acquisti   |
| R.       | Nome              | da                | Modalità   |
| -------- | ----------------- | ----------------- | ---------- |
| S        | Giulia Angelina   | Chieri '76        | definitivo |
| S/O      | Marika Bianchini  | Pro Victoria      | definitivo |
| L        | Veronica Bisconti | Savino Del Bene   | definitivo |
| P        | İrem Çor          | Beşiktaş          | definitivo |
| C        | Nia Grant         | Potsdam           | definitivo |
| C        | Giulia Mancini    | Cuneo Granda      | definitivo |
| C        | Gaia Moretto      | Imoco             | definitivo |
| O        | Anna Nicoletti    | Millenium Brescia | definitivo |
| S        | Martina Pirro     | Moie              | definitivo |
| P        | Athīna Papafōtiou | ASPTT Mulhouse    | definitivo |
| P        | Eva Pogačar       | Kamnik            | definitivo |
| C        | Dominika Sobolska | Aydın BB          | definitivo |
| L        | Sara Sopranzetti  | Moie              | definitivo |

| Cessioni | Cessioni            | Cessioni            | Cessioni   |
| R.       | Nome                | a                   | Modalità   |
| -------- | ------------------- | ------------------- | ---------- |
| S        | Laura Baggi         | Empoli              | definitivo |
| P        | Bernarda Brčić      | ASPTT Mulhouse      | definitivo |
| L        | Paola Cardullo      | Savino Del Bene     | definitivo |
| C        | Asia Cogliandro     | Cutrofiano          | definitivo |
| C        | Ilaria Garzaro      | VolAlto Caserta     | definitivo |
| C        | Nia Grant           | -                   | svincolata |
| C        | Giulia Pisani       | -                   | ritirata   |
| P        | Eva Pogačar         | Kamnik              | definitivo |
| L        | Chiara Rumori       | Maniago Pordenone   | definitivo |
| P        | Koyomi Tominaga     | Saitama Ageo Medics | definitivo |
| S/O      | Anthī Vasilantōnakī | Galatasaray         | definitivo |
| S/O      | Aiyana Whitney      | ?                   | definitivo |

## Risultati

### Serie A1

#### Girone di andata
| 1ª giornata - 13 ottobre 2019 Palazzetto dello sport, Bergamo | Bergamo               | 3 - 0 | Filottrano      | 25-23, 25-22, 27-25               |
| 2ª giornata - 20 ottobre 2019 PalaTriccoli, Jesi              | Filottrano            | 0 - 3 | Imoco           | 11-25, 23-25, 23-25               |
| 3ª giornata - 26 ottobre 2019 PalaTriccoli, Jesi              | Filottrano            | 0 - 3 | AGIL            | 24-26, 18-25, 19-25               |
| 4ª giornata - 31 ottobre 2019 PalaEvangelisti, Perugia        | Wealth Planet Perugia | 2 - 3 | Filottrano      | 26-24, 25-21, 13-25, 23-25, 13-15 |
| 5ª giornata - 3 novembre 2019 PalaTriccoli, Jesi              | Filottrano            | 0 - 3 | Casalmaggiore   | 23-25, 18-25, 25-27               |
| 6ª giornata - 9 novembre 2019 Palazzetto dello Sport, Monza   | Pro Victoria          | 3 - 0 | Filottrano      | 25-21, 25-18, 25-23               |
| 7ª giornata - 17 novembre 2019 PalaTriccoli, Jesi             | Filottrano            | 3 - 1 | Chieri '76      | 25-21, 25-22, 23-25, 25-23        |
| 8ª giornata - 24 novembre 2019 PalaGeorge, Montichiari        | Millenium Brescia     | 1 - 3 | Filottrano      | 25-23, 21-25, 16-25, 22-25        |
| 9ª giornata - 1º dicembre 2019 PalaTriccoli, Jesi             | Filottrano            | 3 - 1 | VolAlto Caserta | 25-22, 25-15, 24-26, 25-22        |
| 10ª giornata - 8 dicembre 2019 PalaCastagnaretta, Cuneo       | Cuneo Granda          | 3 - 1 | Filottrano      | 23-25, 25-22, 26-24, 25-17        |
| 11ª giornata - 15 dicembre 2019 PalaTriccoli, Jesi            | Filottrano            | 3 - 0 | San Casciano    | 25-22, 25-19, 25-17               |
| 12ª giornata - 22 dicembre 2019 PalaPiantanida, Busto Arsizio | UYBA                  | 3 - 0 | Filottrano      | 27-25, 25-23, 25-20               |
| 13ª giornata - 26 dicembre 2019 PalaTriccoli, Jesi            | Filottrano            | 0 - 3 | Savino Del Bene | 18-25, 21-25, 17-25               |

#### Girone di ritorno
| 14ª giornata - 15 gennaio 2020 PalaTriccoli, Jesi              | Filottrano      | 0 - 3 | Bergamo               | 13-25, 18-25, 15-25               |
| 15ª giornata - 19 gennaio 2020 PalaVerde, Villorba             | Imoco           | 3 - 1 | Filottrano            | 25-23, 23-25, 25-22, 25-11        |
| 16ª giornata - 26 gennaio 2020 PalaTerdoppio, Novara           | AGIL            | 3 - 0 | Filottrano            | 25-21, 25-17, 25-13               |
| 17ª giornata - 9 febbraio 2020 PalaTriccoli, Jesi              | Filottrano      | 3 - 2 | Wealth Planet Perugia | 22-25, 18-25, 25-19, 25-13, 15-12 |
| 18ª giornata - 12 febbraio 2020 PalaRadi, Cremona              | Casalmaggiore   | 3 - 2 | Filottrano            | 23-25, 25-14, 19-25, 25-12, 15-11 |
| 19ª giornata - 16 febbraio 2020 PalaTriccoli, Jesi             | Filottrano      | 0 - 3 | Pro Victoria          | 17-25, 20-25, 24-26               |
| 20ª giornata - 18 marzo 2020 PalaMaddalene, Chieri             | Chieri '76      | -     | Filottrano            | annullata                         |
| 21ª giornata - 1º aprile 2020 PalaTriccoli, Jesi               | Filottrano      | -     | Millenium Brescia     | annullata                         |
| 22ª giornata - 5 aprile 2020 PalaVignola, Caserta              | VolAlto Caserta | -     | Filottrano            | annullata                         |
| 23ª giornata - 8 marzo 2020 PalaTriccoli, Jesi                 | Filottrano      | -     | Cuneo Granda          | annullata                         |
| 24ª giornata - 15 marzo 2020 Nelson Mandela Forum, Firenze     | San Casciano    | -     | Filottrano            | annullata                         |
| 25ª giornata - 21 marzo 2020 PalaTriccoli, Jesi                | Filottrano      | -     | UYBA                  | annullata                         |
| 26ª giornata - 28 marzo 2020 Palazzetto dello Sport, Scandicci | Savino Del Bene | -     | Filottrano            | annullata                         |

## Statistiche

### Statistiche di squadra
| Competizione | Punti | In casa | In casa | In casa | In trasferta | In trasferta | In trasferta | Totale | Totale | Totale |
| Competizione | Punti | G       | V       | P       | G            | V            | P            | G      | V      | P      |
| ------------ | ----- | ------- | ------- | ------- | ------------ | ------------ | ------------ | ------ | ------ | ------ |
| Serie A1     | 17    | 10      | 4       | 6       | 9            | 2            | 7            | 19     | 6      | 13     |
| Totale       | -     | 10      | 4       | 6       | 9            | 2            | 7            | 19     | 6      | 13     |

G = partite giocate; V = partite vinte; P = partite perse

### Statistiche dei giocatori
| Giocatore      | Serie A1 | Serie A1 | Serie A1 | Serie A1 | Serie A1 | Totale | Totale | Totale | Totale | Totale |
| Giocatore      | P        | PT       | AV       | MV       | BV       | P      | PT     | AV     | MV     | BV     |
| -------------- | -------- | -------- | -------- | -------- | -------- | ------ | ------ | ------ | ------ | ------ |
| G. Angelina    | 18       | 154      | 132      | 16       | 6        | 18     | 154    | 132    | 16     | 6      |
| M. Bianchini   | 19       | 79       | 64       | 3        | 12       | 19     | 79     | 64     | 3      | 12     |
| V. Bisconti    | 19       | 0        | 0        | 0        | 0        | 19     | 0      | 0      | 0      | 0      |
| İ. Çor         | 1        | 1        | 1        | 0        | 0        | 1      | 1      | 1      | 0      | 0      |
| N. Grant       | 15       | 114      | 87       | 20       | 7        | 15     | 114    | 87     | 20     | 7      |
| G. Mancini     | 17       | 57       | 35       | 13       | 9        | 17     | 57     | 35     | 13     | 9      |
| G. Moretto     | 18       | 88       | 61       | 18       | 9        | 18     | 88     | 61     | 18     | 9      |
| A. Nicoletti   | 19       | 285      | 253      | 18       | 14       | 19     | 285    | 253    | 18     | 14     |
| A. Papafōtiou  | 19       | 52       | 12       | 14       | 26       | 19     | 52     | 12     | 14     | 26     |
| L. Partenio    | 19       | 198      | 175      | 14       | 9        | 19     | 198    | 175    | 14     | 9      |
| M. Pirro       | 2        | 0        | 0        | 0        | 0        | 2      | 0      | 0      | 0      | 0      |
| E. Pogačar     | 0        | 0        | 0        | 0        | 0        | 0      | 0      | 0      | 0      | 0      |
| D. Sobolska    | 3        | 4        | 2        | 1        | 1        | 3      | 4      | 2      | 1      | 1      |
| S. Sopranzetti | 0        | 0        | 0        | 0        | 0        | 0      | 0      | 0      | 0      | 0      |

P = presenze; PT = punti totali; AV = attacchi vincenti; MV = muri vincenti; BV = battute vincenti